# Baculifera intermedia
Baculifera intermedia är en lavart som beskrevs av Bernhard Marbach 2000. 
Baculifera intermedia ingår i släktet Baculifera och familjen Caliciaceae. Inga underarter finns listade i Catalogue of Life.